# Hungry Girl
Hungry Girl is een gratis dagelijkse e-mailservice die consumenten voorziet van informatie, ontwikkelingen en trends op het gebied van gezond leven en eten. De service is in 2004 opgezet door Lisa Lillien. Het bedrijf richt zich op Amerikaanse consumenten. Momenteel heeft de service meer dan 400.000 leden die dagelijks een e-mail ontvangen.
Naast de dagelijks e-mails houdt het bedrijf zich bezig het schrijven van (kook)boeken. Het eerste boek, Recipes and Survival Strategies for Guilt-Free Eating in the Real World, werd op 29 april 2008 uitgegeven door St. Martins Press. Het boek debuteerde op de tweede plaats in de New York Times-bestsellers, met een verkoopaantal van 400.000 stuks. Verder werkt het bedrijf vaak samen met bedrijven als Yahoo!, WeightWatchers.com, het tijdschrift Seventeen, People Style Watch, New York Daily News en het televisieprogramma Extra. Dit zijn voornamelijk promotiemiddelen.
Hungry Girl wordt vaak gebruikt in televisieseries van Dan Schneider, de echtgenoot van Lillien. Het bedrijf heeft cameo-optredens in onder andere iCarly en Drake & Josh.